# Liga Premier Russa de 2008

A edição de 2008 do campeonato russo é a 17º edição do torneio e  a 7º com a denominação de Liga Premier Russa ou em russo Российская футбольная премьер-лига. A competição contou com a presença de 16 equipes em sistema de pontos corridos em turno e returno, tendo iniciado em 14 de março de 2008, e com termino em 22 de novembro de 2008. O campeão e o vice se classificam para a Liga dos Campeões da UEFA de 2009-10. O  terceiro e o quarto colocados se classificam para a Liga Europa da UEFA de 2009–10.Dois clubes caem e dois são ascendidos. Os clubes FC Kuban Krasnodar e FC Rostov foram rebaixados na temporada passada. 

## Participantes
| Equipe                   | Cidade           | Região              | No ano anterior                                                       | Estádio                     | Capacidade | Títulos                                           | Participações |
| ------------------------ | ---------------- | ------------------- | --------------------------------------------------------------------- | --------------------------- | ---------- | ------------------------------------------------- | ------------- |
| PFC CSKA Moscovo         | Khamovniki       | Moscovo             | Terceiro Lugar                                                        | Estádio Lujniki             | 81.000     | 3 (2003, 2005, 2006)                              | 17            |
| Spartak Moscovo          | Presnensky       | Moscovo             | Vice Campeão                                                          | Estádio Lujniki             | 81.000     | 9 (1992, 1993, 1994, 1996,1997, 1998, 1999, 2000) | 17            |
| Dínamo Moscovo           | Aeroport         | Moscovo             | Sexto Lugar                                                           | Estádio Dínamo de Moscou    | 36.540     | 0 (não possui)                                    | 17            |
| Lokomotiv Moscovo        | Preobrazhenskoye | Moscovo             | Sétimo Lugar                                                          | Estádio Lokomotiv de Moscou | 30.000     | 2 (2002, 2004)                                    | 17            |
| FC Krilia Sovetov Samara | Samara           | Oblast de Samara    | Décimo Terceiro Lugar                                                 | Estádio Metallurg           | 33.320     | 0 (não possui)                                    | 17            |
| FC Zenit São Petersburgo | Petrogrado       | São Petersburgo     | Campeão                                                               | Estádio Petrovsky           | 21.570     | 1 (2007)                                          | 14            |
| FC Saturn                | Ramensky         | Oblast de Moscovo   | Quinto Lugar                                                          | Estádio Saturn              | 16.8000    | 0 (não possui)                                    | 10            |
| FC Moscovo               | Danilovsky       | Moscovo             | Quarto Lugar                                                          | Estádio Eduard Streltsov    | 14.274     | 0 (não possui)                                    | 8             |
| FC Rubin Kazan           | Cazã             | Tartaristão         | Décimo Lugar                                                          | Estádio Central de Cazã     | 28.500     | 0 (não possui)                                    | 6             |
| FC Amkar Perm            | Perm             | Krai de Perm        | Oitavo Lugar                                                          | Estádio Zvezda              | 19.500     | 0 (não possui)                                    | 5             |
| FC Tom Tomsk             | Tomsk            | Oblast de Tomsk     | Décimo Primeiro Lugar                                                 | Estádio Trud                | 15.000     | 0 (não possui)                                    | 4             |
| FC Luch Vladivostok      | Vladivostok      | Krai do Litoral     | Décimo Quarto Lugar                                                   | Estádio Dínamo              | 10.500     | 0 (não possui)                                    | 4             |
| PFC Spartak Nalchik      | Nalchik          | Cabárdia-Balcária   | Décimo Segundo Lugar                                                  | Estádio Spartak             | 14.400     | 0 (não possui)                                    | 3             |
| FC Khimki                | Khimki           | Oblast de Moscovo   | Nono Lugar                                                            | Arena Khimki                | 18.000     | 0 (não possui)                                    | 2             |
| FC Shinnik Iaroslavl     | Iaroslavl        | Oblast de Iaroslavl | Campeão do Campeonato Russo de Futebol de 2007 - Segunda Divisão      | Estádio Shinnik             | 22.000     | 0 (não possui)                                    | 10            |
| FC Terek Grozny          | Grózni           | Chechênia           | Vice Campeão do Campeonato Russo de Futebol de 2007 - Segunda Divisão | Estádio Sultan Bilimkhanov  | 10.500     | 0 (não possui)                                    | 2             |

## Regulamento
O campeonato foi disputado no sistema de pontos corridos em turno e returno em grupo único.  Ao final, dois são promovidos e dois são rebaixados.

## Classificação Final
Essa foi a classificação final da Liga Premier Russa de 2008, da qual a equipe  Rubin Kazan levou o título.
|    | Equipe                    | J  | V  | E  | D  | GP | GC | SG  | Pt |                                                               |
| -- | ------------------------- | -- | -- | -- | -- | -- | -- | --- | -- | ------------------------------------------------------------- |
| 1  | Rubin Kazan               | 30 | 18 | 6  | 6  | 42 | 25 | +17 | 60 | Fase de grupos da Liga dos Campeões da UEFA de 2009-10        |
| 2  | CSKA Moscou               | 30 | 16 | 8  | 6  | 53 | 24 | +29 | 56 | Fase de grupos da Liga dos Campeões da UEFA de 2009-10        |
| 3  | Dínamo Moscou             | 30 | 15 | 9  | 6  | 40 | 28 | +12 | 54 | Segunda ronda preliminar Liga dos Campeões da UEFA de 2009-10 |
| 4  | Amkar Perm                | 30 | 14 | 9  | 7  | 29 | 19 | +10 | 51 | Quarta rodada da Liga Europa da UEFA 2009-10                  |
| 5  | Zenit São Petersburgo     | 30 | 12 | 12 | 6  | 59 | 37 | +22 | 48 | Terceira rodada da Liga Europa da UEFA 2009-10                |
| 6  | Krilia Sovetov Samara     | 30 | 12 | 12 | 6  | 42 | 28 | +14 | 48 |                                                               |
| 7  | Lokomotiv Moscovo         | 30 | 13 | 8  | 9  | 37 | 32 | +5  | 47 |                                                               |
| 8  | Spartak Moscovo           | 30 | 11 | 11 | 8  | 43 | 39 | +4  | 44 |                                                               |
| 9  | FC Moscovo                | 30 | 9  | 11 | 10 | 33 | 35 | −2  | 38 |                                                               |
| 10 | Terek Grózni              | 30 | 9  | 8  | 13 | 27 | 41 | −14 | 35 |                                                               |
| 11 | FC Saturn                 | 30 | 7  | 12 | 11 | 26 | 30 | −4  | 33 |                                                               |
| 12 | Spartak Nalchik           | 30 | 8  | 8  | 14 | 29 | 37 | −8  | 32 |                                                               |
| 13 | Tom Tomsk                 | 30 | 7  | 8  | 15 | 23 | 35 | −12 | 29 |                                                               |
| 14 | Khimki                    | 30 | 6  | 9  | 15 | 34 | 54 | −20 | 27 |                                                               |
| 15 | Shinnik Iaroslavl         | 30 | 5  | 7  | 18 | 25 | 48 | −23 | 22 | Zona do rebaixamento                                          |
| 16 | Luch-Energiya Vladivostok | 30 | 3  | 12 | 15 | 22 | 51 | −19 | 21 | Zona do rebaixamento                                          |

## Resultados
|                           | ZEN | SPM | CSK | FCM | SMR | DIN | LOK | AMP | KHI | KAS | TOM | SPN | KKSS | LEV | SHY | TER |
| Zenit São Petersburgo     |     | 0:0 | 1:3 | 2:1 | 2:2 | 1:1 | 1:1 | 2:0 | 1:0 | 1:3 | 5:1 | 3:4 | 1:1  | 8:1 | 1:3 | 3:1 |
| FC Spartak Moscovo        | 1:3 |     | 1:5 | 1:1 | 1:0 | 1:1 | 0:1 | 1:1 | 1:1 | 0:1 | 1:0 | 2:1 | 0:1  | 3:0 | 4:2 | 3:1 |
| CSKA Moscovo              | 0:0 | 0:1 |     | 0:2 | 1:0 | 0:2 | 0:0 | 4:1 | 4:3 | 4:0 | 2:1 | 0:1 | 0:0  | 4:1 | 1:1 | 2:0 |
| Moscou                    | 0:2 | 2:1 | 1:4 |     | 0:0 | 1:1 | 0:3 | 0:1 | 2:2 | 1:2 | 2:1 | 1:3 | 1:1  | 3:0 | 2:1 | 0:0 |
| Saturn                    | 1:1 | 0:0 | 0:4 | 0:0 |     | 2:0 | 1:2 | 0:0 | 2:2 | 1:2 | 2:0 | 1:1 | 0:0  | 2:1 | 4:0 | 3:1 |
| Dínamo Moscou             | 1:0 | 4:3 | 1:3 | 1:1 | 2:1 |     | 4:2 | 1:0 | 2:0 | 0:2 | 2:0 | 1:0 | 2:2  | 2:0 | 2:0 | 2:1 |
| Lokomotiv Moscou          | 0:3 | 2:2 | 0:2 | 3:2 | 0:0 | 0:1 |     | 0:1 | 0:2 | 0:1 | 2:0 | 0:0 | 2:0  | 2:2 | 3:0 | 2:0 |
| Amkar Perm                | 1:1 | 1:1 | 3:3 | 2:0 | 1:0 | 1:2 | 0:0 |     | 3:1 | 1:2 | 0:0 | 0:0 | 1:0  | 2:0 | 2:0 | 0:0 |
| Khimki                    | 1:4 | 3:3 | 1:2 | 0:2 | 2:1 | 1:1 | 2:2 | 0:3 |     | 0:4 | 1:1 | 2:0 | 1:0  | 3:1 | 0:0 | 0:1 |
| Rubin Kazan               | 4:1 | 0:3 | 0:0 | 0:1 | 0:0 | 1:0 | 1:2 | 1:0 | 2:0 |     | 2:1 | 3:0 | 3:0  | 1:0 | 1:1 | 1:3 |
| Tom Tomsk                 | 1:1 | 0:1 | 0:0 | 2:1 | 0:1 | 0:0 | 0:1 | 0:1 | 3:1 | 1:2 |     | 1:0 | 0:4  | 1:1 | 2:1 | 2:0 |
| Spartak Nalchik           | 2:2 | 1:2 | 0:0 | 0:3 | 2:1 | 0:2 | 0:1 | 0:1 | 1:2 | 2:0 | 1:1 |     | 1:1  | 2:2 | 2:1 | 2:0 |
| Krilia Sovetov Samara     | 0:3 | 1:1 | 0:2 | 1:1 | 4:0 | 3:3 | 2:0 | 2:0 | 3:0 | 2:2 | 3:0 | 2:0 |      | 2:1 | 4:0 | 4:3 |
| Luch-Energiya Vladivostok | 0:0 | 2:2 | 1:3 | 1:1 | 0:0 | 1:0 | 2:3 | 0:1 | 1:1 | 1:1 | 0:0 | 0:2 | 0:0  |     | 1:0 | 1:1 |
| Shinnik Iaroslavl         | 2:2 | 1:2 | 1:0 | 0:1 | 0:1 | 2:0 | 1:2 | 1:2 | 3:2 | 0:2 | 0:1 | 2:1 | 0:0  | 1:2 |     | 1:1 |
| Terek Grózni              | 1:4 | 3:1 | 1:0 | 1:1 | 1:0 | 0:0 | 2:1 | 0:1 | 1:0 | 0:0 | 1:3 | 2:1 | 0:3  | 2:1 | 0:0 |     |

## Artilheiro
| Rank | Posição.             | Jogador            | Gols (pen) | Clube                  |
| ---- | -------------------- | ------------------ | ---------- | ---------------------- |
| 1    | Brasil               | Vágner Love        | 20 (1)     | CSKA                   |
| 2    | Bósnia e Herzegovina | Marko Topić        | 10         | Saturn                 |
| 2    | Nigéria              | Peter Odemwingie   | 10         | Lokomotiv              |
| 2    | Portugal             | Danny              | 10         | Dínamo (5) / Zenit (5) |
| 2    | Rússia               | Eldar Nizamutdinov | 10         | Khimki                 |
| 7    | Rússia               | Alan Dzagoev       | 8          | CSKA                   |
| 7    | Turquia              | Fatih Tekke        | 8          | Zenit                  |
| 7    | Rússia               | Anton Bober        | 8 (1)      | Krilia Sovetov Samara  |
| 7    | Argentina            | Héctor Bracamonte  | 8 (1)      | Moscou                 |
| 7    | Bulgária             | Martin Kushev      | 8 (2)      | Amkar Perm             |

## Campeão
| Campeão Russo de 2008    |
| ------------------------ |
| FC Rubin Kazan 1° Título |